# ماونت كيسكو (نيويورك)
ماونت كيسكو (بالإنجليزية: Mount Kisco, New York)‏ هي بلدة أمريكية تقع في الولايات المتحدة في مقاطعة ويستتشستر، نيويورك. يقدر عدد سكانها بـ 10,877 نسمة ومساحتها 8.1 كم2 وترتفع عن سطح البحر 92 متر.

## التركيبة السكانية
حدّد مكتب تعداد الولايات المتحدة بيانات التركيبة السكانية لماونت كيسكو في تعداد الولايات المتحدة. في ما يلي، التركيبة السكانية حسب تعدادي 2000 و2010.

### تعداد عام 2000
بلغ عدد سكان ماونت كيسكو 9,983 نسمة بحسب تعداد عام 2000، وبلغ عدد الأسر 3,993 أسرة وعدد العائلات 2,449 عائلة مقيمة في القرية. في حين سجلت الكثافة السكانية 1,254.1 نسمة لكل كيلومتر مربع (3,248.1/ميل2). وبلغ عدد الوحدات السكنية 4,103 وحدة بمتوسط كثافة قدره 515.5 لكل كيلومتر مربع (1,335.1/ميل2).
وتوزع التركيب العرقي للقرية بنسبة 77.79% من البيض و5.99% من الأمريكيين الأفارقة و0.28% من الأمريكيين الأصليين و4.24% من الأمريكيين ذوي الأصول الآسيوية و9.03% من الأعراق الأخرى و2.67% من عرقين مختلطين أو أكثر و24.54% من الهسبانيون أو اللاتينيون من أي عرق.
بلغ عدد الأسر 3,993 أسرة كانت نسبة 32.5% منها لديها أطفال تحت سن الثامنة عشر تعيش معهم، وبلغت نسبة الأزواج القاطنين مع بعضهم البعض 45.3% من أصل المجموع الكلي للأسر، ونسبة 11.6% من الأسر كان لديها معيلات من الإناث دون وجود شريك، بينما كانت نسبة 4.4% من الأسر لديها معيلون من الذكور دون وجود شريكة وكانت نسبة 38.7% من غير العائلات. تألفت نسبة 31.7% من أصل جميع الأسر من عدة أفراد يعيشون في نفس المنزل ونسبة 10% كانت تتألف من شخص يعيش بمفرده يبلغ من العمر 65 عاماً أو أكثر. وبلغ متوسط حجم الأسرة المعيشية 2.49، أما متوسط حجم العائلات فبلغ 3.09.
بلغ العمر الوسطي للسكان 36.4 عاماً. وكانت نسبة 21.9% من القاطنين تحت سن الثامنة عشر، وكانت نسبة 7.2% بين الثامنة عشر والرابعة والعشرين عاماً، ونسبة 36.9% كانت واقعةً في الفئة العمرية ما بين الخامسة والعشرين والرابعة والأربعين عاماً، ونسبة 21.5% كانت ما بين الخامسة والأربعين والرابعة والستين، ونسبة 11.9% كانت ضمن فئة الخامسة والستين عاماً فما فوق. يوجد لكل 100 أنثى 99.6 ذكر، ويوجد لكل 100 أنثى في الثامنة عشر من عمرها فما فوق 95.1 ذكر.
بلغ متوسط دخل الأسرة في القرية 55,420 دولارًا، أما متوسط دخل العائلة فبلغ 68,219 دولارًا. وكان متوسط دخل الذكور 45,428 دولارًا مقابل 40,040 دولارًا للإناث. وسجل دخل الفرد الخاص بالقرية 32,424 دولارًا. وكانت نسبة 7.4% من العائلات ونسبة 10.5% من السكان تحت خط الفقر، وكان من هؤلاء نسبة 11% تحت سن الثامنة عشر ونسبة 13.8% في الخامسة والستين من العمر وما فوق.

### تعداد عام 2010
بلغ عدد سكان ماونت كيسكو 10,877 نسمة بحسب تعداد عام 2010، وبلغ عدد الأسر 4,102 أسرة وعدد العائلات 2,584 عائلة مقيمة في القرية. في حين سجلت الكثافة السكانية 1,366.5 نسمة لكل كيلومتر مربع (3,539.2/ميل2). وبلغ عدد الوحدات السكنية 4,289 وحدة بمتوسط كثافة قدره 538.8 لكل كيلومتر مربع (1,395.5/ميل2).
وتوزع التركيب العرقي للقرية بنسبة 69.51% من البيض و5.22% من الأمريكيين الأفارقة و0.75% من الأمريكيين الأصليين و4.78% من الأمريكيين ذوي الأصول الآسيوية و0.04% من سكان جزر المحيط الهادئ و15.53% من الأعراق الأخرى و4.16% من عرقين مختلطين أو أكثر و35.10% من الهسبانيون أو اللاتينيون من أي عرق.
بلغ عدد الأسر 4,102 أسرة كانت نسبة 33.3% منها لديها أطفال تحت سن الثامنة عشر تعيش معهم، وبلغت نسبة الأزواج القاطنين مع بعضهم البعض 44% من أصل المجموع الكلي للأسر، ونسبة 12.3% من الأسر كان لديها معيلات من الإناث دون وجود شريك، بينما كانت نسبة 6.7% من الأسر لديها معيلون من الذكور دون وجود شريكة وكانت نسبة 37% من غير العائلات. تألفت نسبة 30.1% من أصل جميع الأسر من عدة أفراد يعيشون في نفس المنزل ونسبة 12.7% كانت تتألف من شخص يعيش بمفرده يبلغ من العمر 65 عاماً أو أكثر. وبلغ متوسط حجم الأسرة المعيشية 2.64، أما متوسط حجم العائلات فبلغ 3.15.
بلغ العمر الوسطي للسكان 38.0 عاماً. وكانت نسبة 21.8% من القاطنين تحت سن الثامنة عشر، وكانت نسبة 8.1% بين الثامنة عشر والرابعة والعشرين عاماً، ونسبة 30.9% كانت واقعةً في الفئة العمرية ما بين الخامسة والعشرين والرابعة والأربعين عاماً، ونسبة 25.8% كانت ما بين الخامسة والأربعين والرابعة والستين، ونسبة 13.4% كانت ضمن فئة الخامسة والستين عاماً فما فوق. وتوزع التركيب الجنسي للسكان بنسبة 51.8% ذكور و48.2% إناث.

## المناخ
يظهر الجدول التالي التغييرات المناخية على مدار السنة لماونت كيسكو:
| البيانات المناخية لـماونت كيسكو   | البيانات المناخية لـماونت كيسكو | البيانات المناخية لـماونت كيسكو | البيانات المناخية لـماونت كيسكو | البيانات المناخية لـماونت كيسكو | البيانات المناخية لـماونت كيسكو | البيانات المناخية لـماونت كيسكو | البيانات المناخية لـماونت كيسكو | البيانات المناخية لـماونت كيسكو | البيانات المناخية لـماونت كيسكو | البيانات المناخية لـماونت كيسكو | البيانات المناخية لـماونت كيسكو | البيانات المناخية لـماونت كيسكو | البيانات المناخية لـماونت كيسكو |
| الشهر                             | يناير                           | فبراير                          | مارس                            | أبريل                           | مايو                            | يونيو                           | يوليو                           | أغسطس                           | سبتمبر                          | أكتوبر                          | نوفمبر                          | ديسمبر                          | المعدل السنوي                   |
| --------------------------------- | ------------------------------- | ------------------------------- | ------------------------------- | ------------------------------- | ------------------------------- | ------------------------------- | ------------------------------- | ------------------------------- | ------------------------------- | ------------------------------- | ------------------------------- | ------------------------------- | ------------------------------- |
| متوسط درجة الحرارة الكبرى °ف (°م) | 34 (1)                          | 39 (4)                          | 47 (8)                          | 59 (15)                         | 69 (21)                         | 78 (26)                         | 82 (28)                         | 81 (27)                         | 73 (23)                         | 62 (17)                         | 51 (11)                         | 40 (4)                          | 60 (15)                         |
| متوسط درجة الحرارة الصغرى °ف (°م) | 19 (−7)                         | 21 (−6)                         | 29 (−2)                         | 39 (4)                          | 49 (9)                          | 58 (14)                         | 63 (17)                         | 62 (17)                         | 54 (12)                         | 43 (6)                          | 35 (2)                          | 25 (−4)                         | 41 (5)                          |
| الهطول إنش (مم)                   | 3.58 (91)                       | 3.20 (81)                       | 4.22 (107)                      | 4.42 (112)                      | 4.35 (110)                      | 4.71 (120)                      | 4.81 (122)                      | 4.39 (112)                      | 4.57 (116)                      | 4.68 (119)                      | 4.38 (111)                      | 4.03 (102)                      | 51.34 (1٬303)                   |
| المصدر:                           |                                 |                                 |                                 |                                 |                                 |                                 |                                 |                                 |                                 |                                 |                                 |                                 |                                 |

## أعلام
- كريستوفر ريف
- جون شنايدر
- ريك كاري
- كاتلين جينر
- ريبيكا هاردينغ ديفيس
- سكوت اوديل
- بوسلي كروذر
- دون بيري
- الكسندر غودي
- آن بليث